# Luperón (ort)
Luperón är en ort i Dominikanska republiken.   Den ligger i provinsen Puerto Plata, i den norra delen av landet, 180 km nordväst om huvudstaden Santo Domingo. Luperón ligger 11 meter över havet och antalet invånare är 4 393.
Terrängen runt Luperón är huvudsakligen platt, men västerut är den kuperad. Havet är nära Luperón åt nordost. Runt Luperón är det ganska tätbefolkat, med 172 invånare per kvadratkilometer. Närmaste större samhälle är Cerro de Navas, 9,0 km söder om Luperón. Omgivningarna runt Luperón är en mosaik av jordbruksmark och naturlig växtlighet.